# Họ Hến
Họ Hến (Danh pháp khoa học: Corbiculidae) là một họ gồm các loài nhuyễn thể hai mảnh vỏ thuộc bộ Veneroida, có vỏ cứng hình tròn, sống ở vùng nước lợ (cửa sông) và nước ngọt.

## Các chi
- Corbicula Megerle von Mühlfeld, 1811 (phân bố ở miền trung và miền nam châu Phi, Trung Á và Nam Á)
- Geloina (Nam Á và Malaysia)
- Cyrenodonax (Hoa Nam và Việt Nam)
- Cyrenobatissa (miền Bắc Việt Nam)
- Batissa (Malaysia và Indonesia)
- Corbiculina (miền đông Australia)
- Solielletia (Ethiopia)
- Polymesoda Rafinesque, 1820 (duyên hải vùng Vịnh, duyên hải Đại Tây Dương thuộc Nam Mỹ)
- Neocorbicula Fischer, 1887 (duyên hải vùng Vịnh, ven bờ Đại Tây Dương thuộc phía bắc của Nam Mỹ)
- Pseudocyrena (ven bờ Caribe thuộc Trung Mỹ)
- Egetaria (ven bờ Đại Tây Dương thuộc Nam Mỹ)
- Villorita (phía đông của Nam Mỹ)

## Đặc điểm sinh học
Hến chỉ nhỉnh hơn đầu ngón tay út, có vỏ hình bầu dục hay tam giác, có khi gần tròn, cân đối, phồng to và dày. Vùng đỉnh vỏ nhô cao. Phần đầu và đuôi gần bằng nhau. Cạnh trước và sau đều tròn, cạnh bụng cong nhiều hơn. Mặt ngoài vỏ nhẵn và bóng, màu vàng xanh hay vàng đen. Mặt trong màu trắng hay xám. Hến sinh sản bằng cách thả ấu trùng đã nở bên trong vỏ. vào các vùng nước quanh nơi sinh sống. Sự thụ tinh xảy ra bên trong vỏ
Ở Việt Nam, màu sắc của hến cũng có khác nhau. Lúc ở rạch vỏ màu sáng, xuống sông có sậm hơn, đến khi lên cồn lại chuyển màu xanh óng ánh như màu thép. Khi vỏ hến chuyển sang hơi vàng đôi chút là lúc này vỏ mỏng mà ruột mập và trắng.
Hến là một thực phẩm chứa nhiều vitamin B12 và sắt, rất tốt cho những người thiếu máu, nó cũng ít chất béo, ít cholesterol và nhiều axit béo omega-3 thích hợp cho người bệnh tim mạch. Thành phần dinh dưỡng trong 100g thịt hến có 12,77g chất đạm, 13,9 mg chất sắt, 0,245 mg chất đồng...
Tại Việt Nam có 4 loài thường gặp là Corbicula baudoni, C.moreletiana, C. bocurti và C. cyreniformis. Hến vốn sinh ra từ rạch, lớn lên một tí là ra sông, khi trưởng thành thì sống ở vùng cồn. Lúc hến sống được bên cồn là rất mập, trắng lại tròn, nên rất ngon. Từ tháng 3 đến tháng 8 âm lịch, nước sông cạn, con hến cũng sinh sôi nảy nở sau một mùa mưa (ở Quảng Nam) Hến có quanh năm, nhưng "rộ mùa" chủ yếu từ tháng 3 đến tháng 8 âm lịch. Tháng 3, mùa nước sông cạn, con hến qua một mùa mưa cũng sinh sôi nảy nở nhiều

## Ẩm thực
Hến được tận dụng để chế biến nhiều thứ khác nhau trong đời sống nó được tận dụng hết như ruột hến xào, nấu canh ngon, nước luộc hến ngọt, vỏ hến dùng để nung vôi. Nhiều món ăn liên hệ đến hến như Cơm hến, Cháo hến, Gỏi cuốn hến... Nổi tiếng nhất là món Cơm hến của Huế. Canh chua dịu, ngọt và thơm vị hến, rau răm. Đây là một món ăn khá hấp dẫn trong những ngày hè. Tuy nhiên, khuẩn tả E.coli vốn là những vi khuẩn thường trực trong nguồn nước tự nhiên (ngọt, mặn, lợ), đặc biệt là những nguồn nước kém vệ sinh và tất cả những sinh vật sống dưới nước nghêu, sò, ốc, hến, cá... đều có thể bị nhiễm hai loại khuẩn này.